# Vuelta Ciclista del Paraguay 1993
La 1ª edición de la Vuelta Ciclista del Paraguay, se desarrolló entre el 26 y el 28 de noviembre de 1993.
Fue la primera competencia en esa década que contaba con tres etapas consecutiva.
- 1° Etapa: Ciudad del este / Caacuazú.
- 2° Etapa: Coronel Oviedo / Luque.
- 3° Etapa: Av. Mcal. López e/ San Martin y Sacramento, Asunción.

Organizada por la Federación Paraguaya de Ciclismo.
Apoyada y Patrocidad por: Manark – CocaCola – Diario ABC Color.
La competencia estuvo integrada por pedalistas de varios países como, Argentina, Brasil, Chile, Bolivia, Uruguay, Perú y Ecuador.
La Primera Etapa sobre un trazado de 155 kilómetro el cual los primeros 25 km fue a ritmo controlado. La mitad de carrera fue bajo intensa lluvia. El ganador de la etapa fue el brasileño Walter Castelassi.
El paraguayo mejor ubicado fue Edgardo Saúl Armoa del Paraguay Cycles Club, que se clasificó sexto.

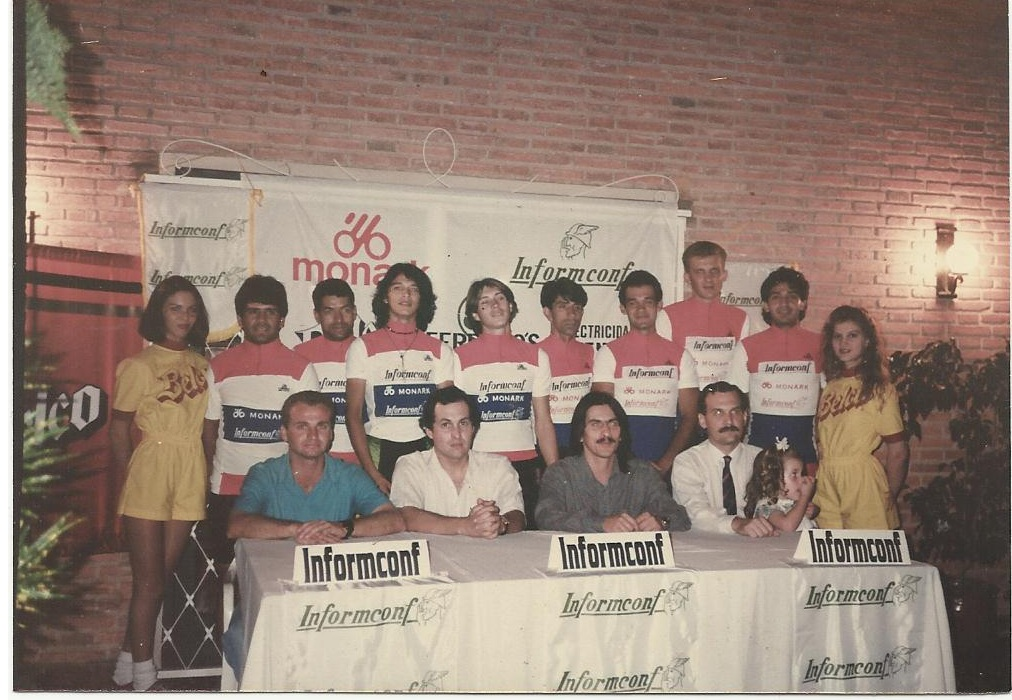
Noche de la presentación del equipo Paraguay Cycles Club

|     | Nombre            | Club                 | País      |
| --- | ----------------- | -------------------- | --------- |
| 1°  | Walter Castelassi | Paraguay Cicles Club | Brasil    |
| 2°  | Miquel Crota      | Ariel Competiciones  | Argentina |
| 3°  | Lauri Lunkes      | Paraguay Cicles Club | Brasil    |
| 4°  | Miguel Nin        | Minas Uruguay        | Uruguay   |
| 5°  | Norman Peña       | San José CocaCola    | Perú      |
| 6°  | Edgardo Armoa     | Paraguay Cicles Club | Paraguay  |
| 7°  | Eduardo Duarte    | Ariel Competiciones  | Argentina |
| 8°  | Aben Juárez       | San José CocaCola    | Perú      |
| 9°  | Joel Medina       | Minas Uruguay        | Uruguay   |
| 10° | Igor Borreani     | Minas Uruguay        | Uruguay   |

- Datos: Q65162692